# Vista di un porto
Veu d’un port è un quadro di Claude Monet del 1871.

## Storia
Il quadro, “Veu d’un port”, è stato eseguito da Claude Monet nel 1871 a Le Havre, sua città natale. Cronologicamente è precedente al quadro più simbolico dell’artista, “Impressione del sole nascente”, 1872, ed in tal senso ne preannuncia i principi pittorici. Il quadro venne comperato nel 1872 dalla galleria d’arte Galerie Durand-Ruel di Parigi. Nel 1884 il quadro fu acquistato da Albert Hecht il quale lo lascerà in seguito a sua figlia Suzanne Hecht Pontremoli, moglie di Emmanuel Pontremoli. Passato alla figlia Mathilde Pontremoli Trenel, verrà venduto nel 1987 alla galleria Schimt. Nel 2015 è stato battuto all'asta da Christie’s.

## Descrizione
Dal quadro emergono le tipiche caratteristiche impressioniste dell’artista. Monet infatti con questa tela fa un’istantanea fotografica. La rappresentazione può essere suddivisa in due metà. In quella di destra sono raggruppati tutti i principali soggetti. Le pennellate di colori puri sono rapide e poco curate, proprio per riuscire ad estrapolare dalla realtà le impressioni che essa suscita nell’artista, scarnando all’essenziale la veduta. I piccoli dettagli sono superflui e non interessano particolarmente a Monet, il quale sacrifica la minuziosa descrizione delle persone umane, ridotte a delle semplici “virgolette”. Significativa è l’attenzione rivolta dall’artista francese sui riflessi dell’acqua del porto, che vengono segnati con delle frenetiche pennellate, utilizzando un colore verdastro scuro sul verde chiaro del mare, le cui linee si addolciscono orizzontalmente spostandosi verso sinistra. Il trattamento che Monet riserba nella descrizione delle barche e delle strutture portuali ricorda molto il quadro, sovra citato, “Impressione del sole nascente”.